# Drepanocladus stagnatus
Drepanocladus stagnatus är en bladmossart som beskrevs av Accepted name, Taxon. Monogr. Drepanocladus aduncus Group. Drepanocladus stagnatus ingår i släktet krokmossor, och familjen Amblystegiaceae. Inga underarter finns listade i Catalogue of Life.